# Koemaroe
Myleus rhomboidalis is een straalvinnige vissensoort uit de onderfamilie van de echte piranha's (Serrasalminae). De wetenschappelijke naam van de soort is voor het eerst geldig gepubliceerd in 1818 door Cuvier.
In Suriname wordt de vis koemaroe genoemd. De vis kan tot 40 cm lang en 5 kg zwaar worden en eet plantaardig materiaal zoals vruchten en bladeren. Hoewel de koemaroe tot the piranha's behoort is het een omnivoor met een voorkeur voor plantaardig materiaal, vooral zaden. De vis graast echter ook op zoetwaterplanten en eet verscheidene zoetwaterdieren.
De vis komt voor in het stroomgebied van de Amazone en de rivieren van het Guianaschild in de landen Brazilië, Frans Guiana, Suriname, Guyana en Venezuela.
De koemaroe is een consumptievis waarop soms met pijl en boog gevist wordt, vooral bij stroomversnellingen. Er is onderzoek geweest naar de mogelijkheid om de vis te kweken. De vis groeit vooral gedurende de tweede regentijden en wordt slechts zo'n vijf jaar oud.